# 湿原

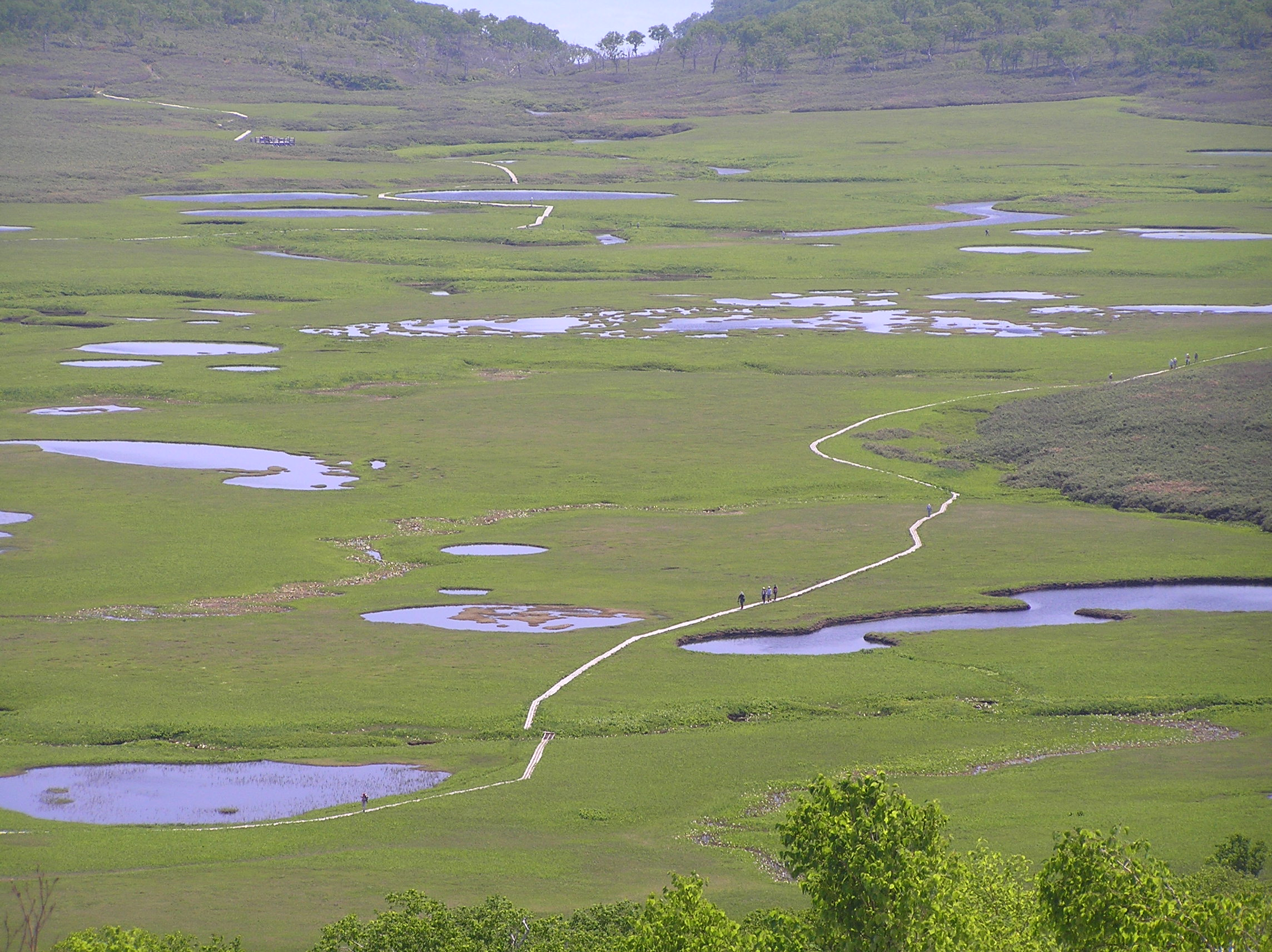
雨竜沼湿原の池塘と木道

湿原（しつげん）とは、湿地（英: wetland）の一種で、淡水によって湿った草原を指す。英語ではムーア（moor）またはボッグ（bog ）と訳される。
学術的・行政的な定義はケースにより様々で、共通の汎用的な定義があるわけではない。近年ではこの保護に関心がもたれ、重要な湿地の生態系保護を目的とするラムサール条約等が存在する。

## 湿原の種類

### 泥炭地と非泥炭地
淡水の湿地は、泥炭の有無によって分けられる。
泥炭地
水分が多いため微生物の分解作用に必要な空気が不足し、植物遺体がそのままの形で堆積している土地。
冷帯の泥炭はおもにスゲ属やミズゴケからなり、やわらかい。
熱帯でも年間降水量が3000ミリメートルを越える地域では熱帯泥炭地が形成されるが、砕けた樹木の幹からなる泥炭は黒くごつごつしている。
非泥炭地
植物遺体が分解されて残っていない、砂や粘土のような土地。
熱帯は気温が高くて分解が早く進むため、ほとんどの湿地は非泥炭地である。

### フェンとボッグ
森林では落ち葉や枯れ枝が微生物によって分解され、土となることでまた植物に吸収されるため、養分が不足することはない。しかし湿原では植物遺体が泥炭となるため養分の循環が発生しない。そして泥炭地湿原は、植物遺体が堆積していくことにより年間約1ミリメートルほどの速さで厚くなっていく。
フェン (fen)
周囲の水域からミネラル、特にカルシウムを含んだ水が流入する植物群落。森林のような循環がなくても養分に富んでいるため、植物は大きく成長する。
ボッグ (bog)
泥炭の堆積が進んだ果てにドーム状となり、もはや洪水が起きても川や沼からの水が届かなくなった植物群落。水分の供給は雨や雪に限られ、その水は植物の作用によって強い酸性を示す。

### 低層と高層
湿原は周囲の水域との高低差によっても区分される。
低層湿原
泥炭表面が低く、周囲の水域と同程度の高さの湿原。
おおむねフェンに相当するが、例外もある。
高層湿原
周囲から流入する水が届かない高さまで泥炭表面が発達した湿原。
おおむねボッグに相当する。

## 気候区分ごとの湿原所在地
湿原は、砂漠のような極度に乾燥した地帯を除く、地球上のいたるところに分布している。
亜寒帯
ユーラシア大陸 - 寒冷な気候のため湿原は永久凍土になっており、ツンドラと呼ばれる。東シベリアからウラル山脈にかけて分布しており、特にレナ川の流域に多く見られる。
北アメリカ大陸 - カナダ北西部からアラスカにかけて大規模な湿原が広がる。低い岩地によって細かく仕切られているのが特徴。
南アメリカ大陸 - パタゴニアに大規模な湿原がある。ティエラ・デル・フエゴのフエゴ島の湿原は、古くからの放牧によってかなり失われている。またナバリノ島には世界最南端の湿原がある。
オセアニア - タスマニア島に存在する。
温帯
比較的気温の低い「冷温帯」によく見られる。面積はあまり大きくないが、それぞれに多彩な特徴がある。
ヨーロッパ - 地中海沿岸からスカンディナヴィア南部まで。ユトランド半島。黒海沿岸のドナウ川河口地帯。
東アジア - 中国東北部からやや南にかけて。
北アメリカ大陸 - 太平洋・大西洋の両沿岸部。
オーストラリア - 東沿岸部。
暖帯
地中海沿岸 - アフリカ大陸北部、スペイン・フランスの南部。
熱帯・亜熱帯
他の地域と異なり、海辺にマングローブが発達している。
東南アジア - 同地域の諸国、バングラデシュ、インド。
北アメリカ大陸・メキシコ - メキシコ湾沿岸部。

## 日本の湿原
日本では北海道や東北地方などに大規模なものが見られる。谷地、田代と呼ばれる場合もある。なお、日本の湿原の約6割程を占める北海道の釧路湿原は、釧路湿原国立公園の保護地域となっている。この日本で最大の釧路湿原は、1980年6月に日本で最初にラムサール条約の登録湿地となった。

### 日本のラムサール条約登録湿原
- 釧路湿原
- 霧多布湿原
- 別寒辺牛湿原
- 雨竜沼湿原
- サロベツ原野
- 尾瀬ヶ原
- 奥日光の湿原（戦場ヶ原・小田代ヶ原）
- 芳ヶ平湿地群（芳ヶ平湿原・大平湿原）
- 立山弥陀ヶ原・大日平 - 高原湿原
- 中池見湿地
- 東海丘陵湧水湿地群（矢並湿地・上高湿地・恩真寺湿地）
- くじゅう坊ガツル・タデ原湿原